# آدیکتا بال
آدیکتا بال (به انگلیسی : Addicta Ball) در سبک اکشن توسط مایکل لیستر ساخته و توسط شرکت Alligata Software در سال ۱۹۸۷ تولید و منتشر گردید.

## گیم پلی
این بازی از سری بازی‌های Breakout می‌باشد و بازیباز باید با استفاده از یک راکت، توپ را به بلوک‌های دیوار بزند. اما در این نسخه برعکس بازی‌های مشابه، بازیباز بجای حذف دیوار باید یک راه میان آجرهای دیوار باز کند تا راکت بدون برخورد با دیوار مراحل را طی نماید. 

## سیستم‌ها
این بازی در سال ۱۹۸۷ برای سیستمهای کامپیوتر خانگی کمودور ۶۴، آمیگا، آتاری اس تی و ام‌اس‌ایکس منتشر گردید.
قرار بود یک نسخه هم برای کامپیوترهای اسپکتروم منتشر گردد که در نهایت این بازی برای این سیستم اصلا منتشر نشد.